# Engelhartstetten
Engelhartstetten ist eine Marktgemeinde mit 2184 Einwohnern (Stand 1. Jänner 2024) im Bezirk Gänserndorf in Niederösterreich.

## Geografie

Engelhartstetten, seine Nachbarorte und die Marchfeldschlösser Schloßhof und Niederweiden um 1873 (Aufnahmeblatt der Landesaufnahme)

Engelhartstetten liegt im Weinviertel in Niederösterreich in der südöstlichen Ecke des Marchfeldes und an der Grenze zur Slowakei. Das Gemeindegebiet grenzt im Osten an die March (Morova), die hier die Grenze zu zwei Stadtteilen Bratislavas (Devínska Nová Ves und Devín) bildet. Im Süden grenzt Engelhartstetten an den Bezirk Bruck an der Leitha, hier hat die Gemeinde Anteil an der Donau und am Nationalpark Donau-Auen. Die Fläche der Marktgemeinde umfasst 65,66 Quadratkilometer. 12,04 Prozent der Fläche sind bewaldet.

### Gemeindegliederung
| Katastralgemeinden | Ortschaften in der Gemeinde                                                                              |
| --- | --- |
| Engelhartstetten (19,24 km²) Groißenbrunn (7,41 km²) Loimersdorf (11,29 km²) Markthof (15,96 km²) Stopfenreuth (11,77 km²) | Engelhartsstetten (M) · Groißenbrunn (D) · Loimersdorf (D) Teichhof (W) Schloßhof (D) · Stopfenreuth (D) |
| Legende | |

| In der Spalte Katastralgemeinden sind sämtliche Katastralgemeinden einer Gemeinde angeführt. In der Klammer ist die jeweilige Fläche in km² angegeben. |
| In der Spalte Ortschaften sind sämtliche von der Statistik Austria erfassten Siedlungen, die auch eine eigene Ortschaftskennziffer aufweisen, angeführt. In der Hierarchieebene derselben Spalte, rechts eingerückt, werden nur Ansiedlungen, die mindestens aus mehreren Häusern bestehen, dargestellt. Die wichtigsten der verwendeten Abkürzungen sind: - M = Hauptort der Gemeinde - Stt = Stadtteil - R = Rotte - W = Weiler - D = Dorf - ZH = Zerstreute Häuser - Sdlg = Siedlung - Hgr = Häusergruppe - E = Einzelgehöft (nur wenn sie eine eigene Ortschaftskennziffer haben) Die komplette Liste der Statistik Austria ist in: Topographische Siedlungskennzeichnung nach STAT Zu beachten ist, dass manche Orte unterschiedliche Schreibweisen haben können. So können sich Katastralgemeinden anders schreiben als gleichnamige Ortschaften bzw. Gemeinden. Quelle: Statistik Austria – Liste für Niederösterreich (PDF) |

Das Gemeindegebiet umfasst folgende sechs Ortschaften (in Klammern Einwohnerzahl Stand 1. Jänner 2024):
- Engelhartstetten (968), (slowakisch Poturno, kroatisch Poturna)[2]
- Groißenbrunn (217), (slowakisch Kisibrun, kroatisch Kisiprun)[2]
- Loimersdorf (518), (slowakisch Limišdorf, kroatisch Limištrof)[2]
- Markthof (139), (kroatisch Hufnak)[2]
- Schloßhof (89), (slowakisch Zámoček)[2]
- Stopfenreuth (253)

Am 1. Jänner 1971 wurde mit der NÖ. Kommunalstrukturverbesserung Stopfenreuth, Engelhartstetten, Groißenbrunn und Loimersdorf zusammengelegt. Markthof wurde am 1. Jänner 1972 eingemeindet.

### Nachbargemeinden
| Lassee    | Marchegg                                    | Bratislava, Stadtteil Devínska Nová Ves (SK) |
| Eckartsau | Kompassrose, die auf Nachbargemeinden zeigt | Bratislava, Stadtteil Devín (SK)             |
|           | Petronell-Carnuntum                         | Hainburg an der Donau                        |

## Geschichte
Im Juli 1260 wurde beim Ort Groißenbrunn die Schlacht bei Kressenbrunn geschlagen.
Die erste urkundliche Erwähnung stammt aus dem Jahr 1441.
In der Gemeinde Engelhartstetten gab es mehrere größere Ansiedlungen der sogenannten Marchfeldkroaten. In der Katastralgemeinde Loimersdorf lebten noch bis Mitte des 20. Jahrhunderts Einwohner, die des Kroatischen mächtig waren. Noch heute findet man zahlreiche kroatische Familiennamen.
Laut Adressbuch von Österreich waren im Jahr 1938 in der Ortsgemeinde Engelhartstetten ein Arzt, ein Bäcker, zwei Fleischer, ein Friseur, drei Gastwirte, fünf Gemischtwarenhändler, ein Landesproduktehändler, ein Sattler, ein Schmied, eine Schneiderin, ein Schnittwarenhändler, drei Schuster, zwei Tischler, ein Wagner und zahlreiche Landwirte ansässig.

### Einwohnerentwicklung
| Engelhartstetten: Einwohnerzahlen von 1869 bis 2024 | Engelhartstetten: Einwohnerzahlen von 1869 bis 2024 | Engelhartstetten: Einwohnerzahlen von 1869 bis 2024 | Engelhartstetten: Einwohnerzahlen von 1869 bis 2024 | Engelhartstetten: Einwohnerzahlen von 1869 bis 2024 |
| --------------------------------------------------- | --------------------------------------------------- | --------------------------------------------------- | --------------------------------------------------- | --------------------------------------------------- |
| Jahr                                                |                                                     |                                                     |                                                     | Einwohner                                           |
| 1869                                                | 1869                                                |                                                     | 1.807                                               | 1.807                                               |
| 1880                                                | 1880                                                |                                                     | 1.923                                               | 1.923                                               |
| 1890                                                | 1890                                                |                                                     | 2.079                                               | 2.079                                               |
| 1900                                                | 1900                                                |                                                     | 2.327                                               | 2.327                                               |
| 1910                                                | 1910                                                |                                                     | 2.509                                               | 2.509                                               |
| 1923                                                | 1923                                                |                                                     | 2.613                                               | 2.613                                               |
| 1934                                                | 1934                                                |                                                     | 2.542                                               | 2.542                                               |
| 1939                                                | 1939                                                |                                                     | 2.905                                               | 2.905                                               |
| 1951                                                | 1951                                                |                                                     | 2.338                                               | 2.338                                               |
| 1961                                                | 1961                                                |                                                     | 2.068                                               | 2.068                                               |
| 1971                                                | 1971                                                |                                                     | 1.809                                               | 1.809                                               |
| 1981                                                | 1981                                                |                                                     | 1.668                                               | 1.668                                               |
| 1991                                                | 1991                                                |                                                     | 1.668                                               | 1.668                                               |
| 2001                                                | 2001                                                |                                                     | 1.807                                               | 1.807                                               |
| 2011                                                | 2011                                                |                                                     | 1.894                                               | 1.894                                               |
| 2021                                                | 2021                                                |                                                     | 2.114                                               | 2.114                                               |
| 2024                                                | 2024                                                |                                                     | 2.184                                               | 2.184                                               |
| Quelle(n): Statistik Austria                        |                                                     |                                                     |                                                     |                                                     |

## Kultur und Sehenswürdigkeiten
- Burgruine Grafenweiden

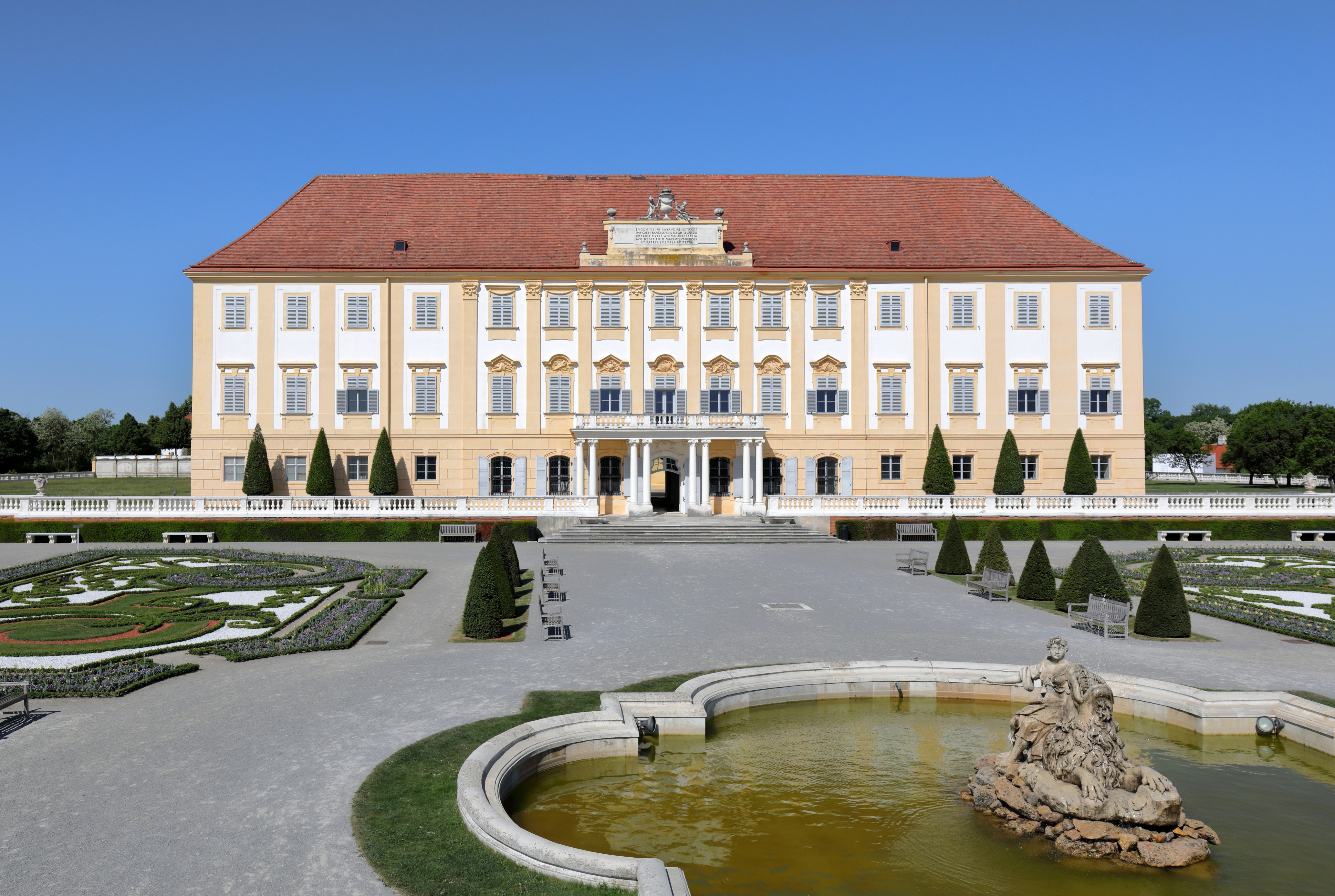
Schloss Hof

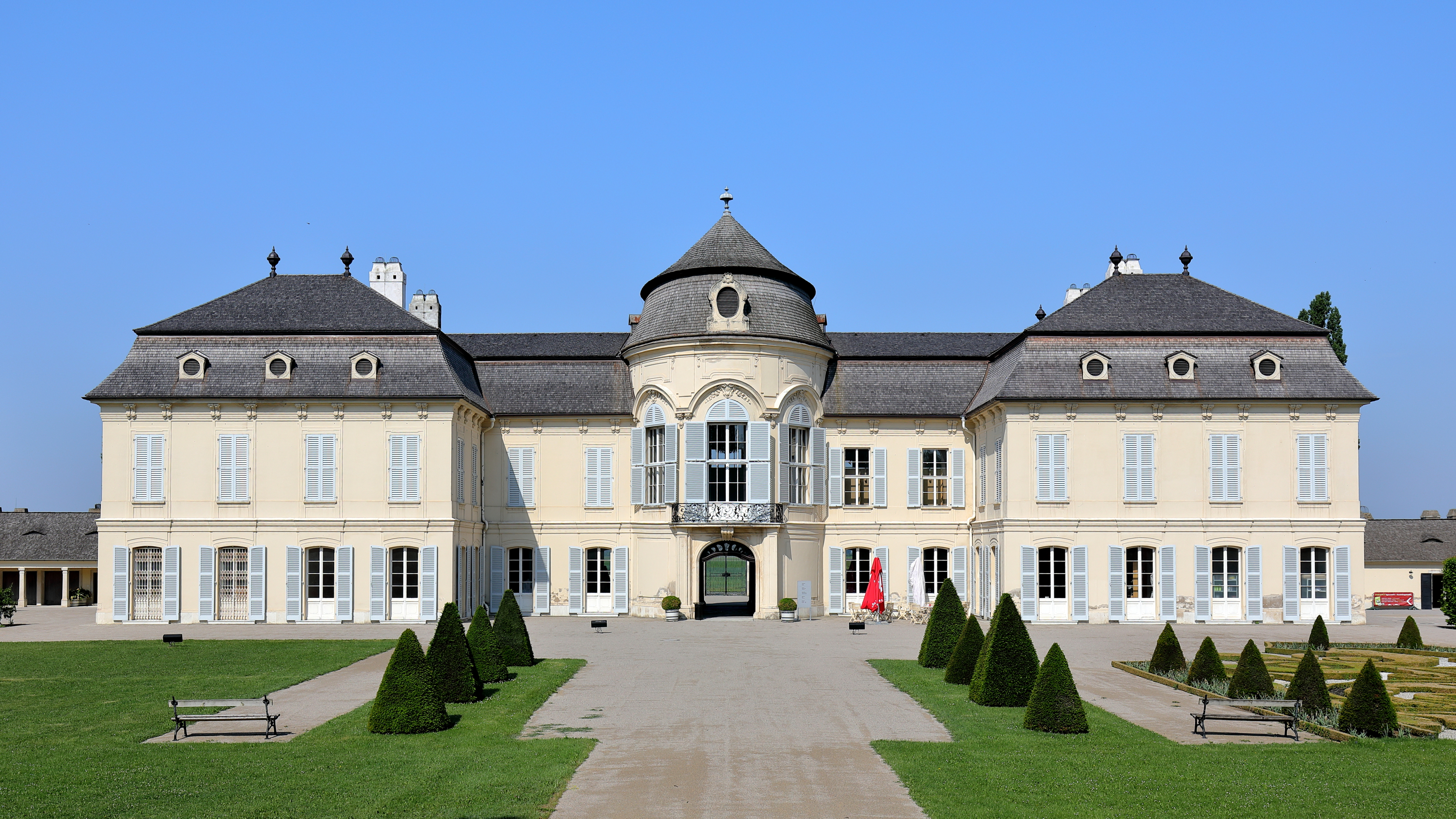
Schloss Niederweiden

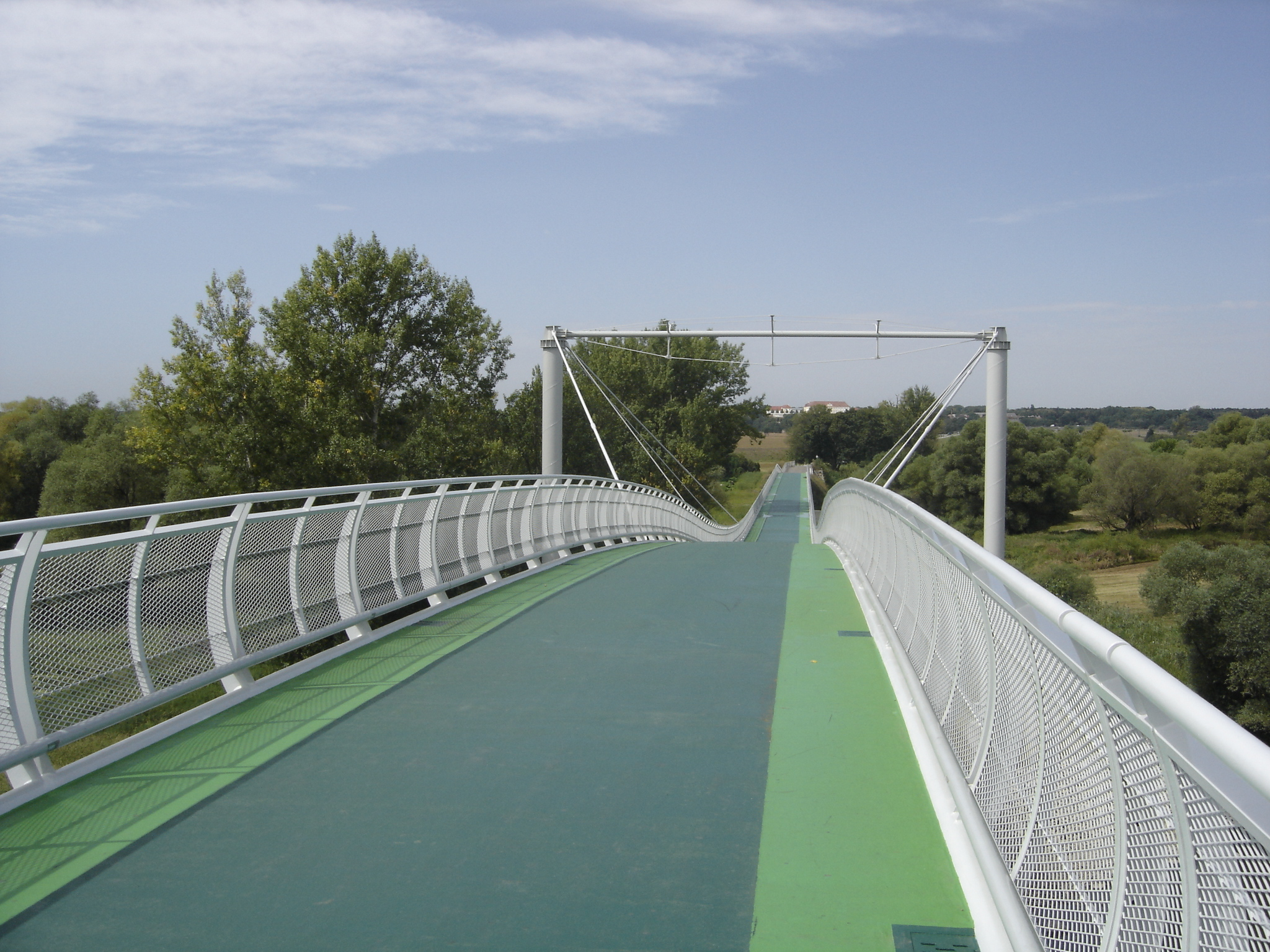
Fahrradbrücke der Freiheit über die March

- Schloss Hof: Barockschloss und Barockgarten: 1726 von Prinz Eugen von Savoyen erworben und durch Johann Lukas von Hildebrandt umgestaltet, 1755 von Maria Theresia erworben und danach im Besitz des Kaiserhauses
- Schloss Niederweiden: erbaut von Johann Bernhard Fischer von Erlach und ebenfalls von Prinz Eugen von Savoyen erworben, später kaiserlicher Besitz
- Katholische Pfarrkirche Engelhartstetten hl. Markus
- Katholische Pfarrkirche Groißenbrunn hl. Ägydius
- Katholische Pfarrkirche Loimersdorf hl. Maria Magdalena
- Katholische Pfarrkirche Markthof hl. Georg
- Katholische Pfarrkirche Stopfenreuth hl. Johannes Nepomuk
- Marchdammkapelle bei Markthof
- Marienbründlkapelle Groißenbrunn
- Fahrradbrücke der Freiheit über die March nach Bratislava
- Heimatkundliche Sammlung mit Biermuseum der Familie Kreiner in Loimersdorf

## Wirtschaft und Infrastruktur
Nichtlandwirtschaftliche Arbeitsstätten gab es im Jahr 2001 65, land- und forstwirtschaftliche Betriebe nach der Erhebung 1999 154. Die Zahl der Erwerbstätigen am Wohnort betrug nach der Volkszählung 2001 803. Die Erwerbsquote lag 2001 bei 45,26 Prozent.

### Öffentliche Einrichtungen
In Engelhartstetten befindet sich eine Volksschule.

### Verkehr
- Straße: Engelhartstetten liegt an der Einmündung der Donau Straße (B3) in die Bernstein Straße (B49)
- Öffentlicher Verkehr: Engelhartstetten war der südöstliche Endpunkt der Lokalbahn Siebenbrunn–Engelhartstetten, auf der der Personenverkehr 2003 eingestellt wurde. Eine weitere Haltestelle befand sich in Loimersdorf. Heute verkehren Autobusse nach Wien, Groß-Enzersdorf, Hainburg an der Donau und Leopoldsdorf.

## Politik

### Gemeinderat
Der Gemeinderat hat 19 Mitglieder.
- Nach den Gemeinderatswahlen in Niederösterreich 1990 hatte der Gemeinderat folgende Verteilung: 9 ÖVP, 9 SPÖ, und 1 Bürgerinitiative.
- Nach den Gemeinderatswahlen in Niederösterreich 1995 hatte der Gemeinderat folgende Verteilung: 10 SPÖ, 8 ÖVP, 1 FPÖ[7]
- Nach den Gemeinderatswahlen in Niederösterreich 2000 hatte der Gemeinderat folgende Verteilung: 10 SPÖ, 7 ÖVP, und 1 FPÖ.[8]
- Nach den Gemeinderatswahlen in Niederösterreich 2005 hatte der Gemeinderat folgende Verteilung: 10 SPÖ, 5 ÖVP, 3 Unabhängige Liste Pro Gemeinde, und 1 Liste Barnet Johann.[9]
- Nach den Gemeinderatswahlen in Niederösterreich 2010 hatte der Gemeinderat folgende Verteilung: 10 SPÖ, 7 ÖVP, und 2 LBJ–Liste Barnet Johann.[10]
- Nach den Gemeinderatswahlen in Niederösterreich 2015 hatte der Gemeinderat folgende Verteilung: 8 SPÖ, 8 ÖVP, und 3 LBJ–Liste Barnet Johann.[11]
- Nach den Gemeinderatswahlen in Niederösterreich 2020 hatte der Gemeinderat folgende Verteilung: 10 ÖVP, 8 BFB–Bürger für Bürger und 1 FPÖ.[12]
- Nach den Gemeinderatswahlen in Niederösterreich 2025 hat der Gemeinderat folgende Verteilung: 8 ÖVP, 8 BFB–Bürger für Bürger, 3 FPÖ, 1 SPÖ und 1 FAIR.[13]

### Bürgermeister
- Bis 2008 Johann Feigl (SPÖ)
- 2008–2015 Andreas Zabadal (SPÖ)
- 2015–2025 Josef Reiter (ÖVP)
- seit 2025 Andreas Zabadal (BfB)

### Wappen
1985 wurde mit Bescheid der niederösterreichischen Landesregierung das heutige Wappen verliehen: Ein gespaltener Schild, vorne in Rot drei aus dem Schildesfuß wachsende goldene Ähren, hinten in Silber zwei beiderseits gezinnte rote Querbalken. Als älteste nachgewiesene Besitzer von Engelhartstetten befindet sich noch heute das Stammwappen der Herren von Pranckh, einst Besitzer von Schloss Hof, Markthof und Niederweiden im Gemeindewappen. Zudem soll die seit Entstehen der Gemeinde blühende Agrarwirtschaft durch Aufnahme der drei Ähren symbolisiert werden.

## Persönlichkeiten
- Josef Fitzthum (1896–1945), SS-Obergruppenführer aus Loimersdorf
- Felix Dvorak (* 1936), Schauspieler, wohnte von 1971 bis 1989 in Markthof
- Harald Serafin (* 1931), Sänger, wohnte in Markthof